# Ruth Noack
Ruth Noack (* 12. Januar 1964 in Heidelberg) ist Kunsthistorikerin und Ausstellungsmacherin. Sie war Kuratorin der documenta 12 in Kassel (16. Juni bis 23. September 2007).

## Leben
Nach dem Abitur am Alten Gymnasium in Bremen, das Ruth Noack zusammen mit Roger Buergel besuchte, studierte sie Kunstgeschichte, audiovisuelle Medien und feministische Theorie in Deutschland, den USA, England und Österreich. 1990 begann ihre Vortragstätigkeit, 1992 erschien ihre erste Veröffentlichung. Im Jahr 2000 begann ihre Lehrtätigkeit an der Universität Wien, der Universität für angewandte Kunst, Wien (Filmtheorie) und der Universität Lüneburg. Seit 2001 bearbeitet Noack das Thema „Konstruktion von Kindheit“ im Rahmen eines Forschungsprojekts. 2002/03 war sie Präsidentin der AICA (Internationaler Verband der Kunstkritikerinnen und Kunstkritiker) Österreich.

## Kunst
Ruth Noack veröffentlichte bisher zahlreiche Texte zum Beispiel in springerin („Gewaltstrukturen, strukturelle Gewalt und die Macht der Bilder. Gedanken zu einem Kunstwerk im Jahr des Scheiterns der ‚Operation Provide Comfort‘“ in: Springerin, Heft 1, 1997), Texte zur Kunst („Subjektiv schwanger; gesellschaftlich Mutter“ in: Texte zur Kunst, 4. Jahrgang Nr. 15, Köln, September 1994) und EIKON (mit Antke Engel: “Ines Doujak. Wildpfetische – Gedankensprünge über ein Poster” in: Eikon, Heft 32, August 2000). Weiters verfasste sie Katalogtexte u. a. für die Ausstellungsserie „Die Regierung“.
Sie kuratierte Loci (Ausstellungsreihe in Privaträumen in Bremen, Hamburg, Berlin, 1992–93, gemeinsam mit Roger M. Buergel); Szenen einer Theorie. Das Kunstwerk als Agent filmischer Diskurse (Depot Wien, 1995, mit Roger M. Buergel); Ab 1996 kuratierte Noack feministische Veranstaltungen zu Kunst und Film; Dinge, die wir nicht verstehen (Generali Foundation Wien, 2000, mit Roger M. Buergel); Formen der Organisation/Organisational Form (Kunstraum der Universität Lüneburg, Galerija Škuc Ljubljana und Galerie der Hochschule für Grafik und Buchkunst Leipzig, 2002–03, mit Roger M. Buergel); Die Regierung (Ausstellungsreihe, Kunstraum der Universität Lüneburg, MACBA-Museu d’Art Contemporani de Barcelona, Miami Art Central Miami, Secession Wien und Witte de With Rotterdam, 2003–05, mit Roger M. Buergel). Zusammen mit Roger M. Buergel kuratierte sie 2007 die Documenta 12 in Kassel.